# St James' Park
Pour les articles homonymes, voir Saint James et James.
Pour le parc londonien, voir St James's Park.
Ne doit pas être confondu avec St James's Park.
St James' Park est un stade de football situé à Newcastle upon Tyne en Angleterre. C'est l'enceinte du club de Newcastle United Football Club. Sa capacité est de 52 401 places.

## Histoire
Ce stade fut inauguré le 16 octobre 1880. Le record d'affluence est de 68 386 spectateurs le 3 février 1930 pour un match entre Newcastle United et Chelsea. Le terrain fut équipé d'un système d'éclairage pour les matchs en nocturne en 1953. Il fut utilisé pour la première fois le 25 février 1953 pour un match contre le Celtic.
Le 4 novembre 2009, le St James' Park change de nom pour raison commerciale grâce au naming, par conséquent il est provisoirement rebaptisé sportsdirect.com @ St James' Park Stadium.
Un projet est à l'étude pour augmenter la capacité de St James' Park à 60 000 places.
Outre les matchs de football du Newcastle United FC (club résident), plusieurs évènements majeurs y ont été organisés :
- Championnat d'Europe de football 1996
- Magic Weekend de la Super League de rugby à XIII 2015 et 2016.

Les 21 et 22 mai 2016, un nouveau record d'affluence du Magic Week end est établi avec 68 276 spectateurs sur les deux journées.
Il accueille également des compétitions de rugby à XV. En 2015, trois rencontres de la coupe du monde se disputent dans le stade : 
| Poule   | Équipe           | Score   | Équipe |
| ------- | ---------------- | ------- | ------ |
| Poule B | Afrique du Sud   | 34 - 16 | Écosse |
| Poule C | Nouvelle-Zélande | 47 - 9  | Tonga  |
| Poule B | Samoa            | 33 - 36 | Écosse |

Le stade a accueilli les finales de la Coupe d'Europe de rugby à XV et du Challenge européen de rugby à XV en 2019.

## Galerie

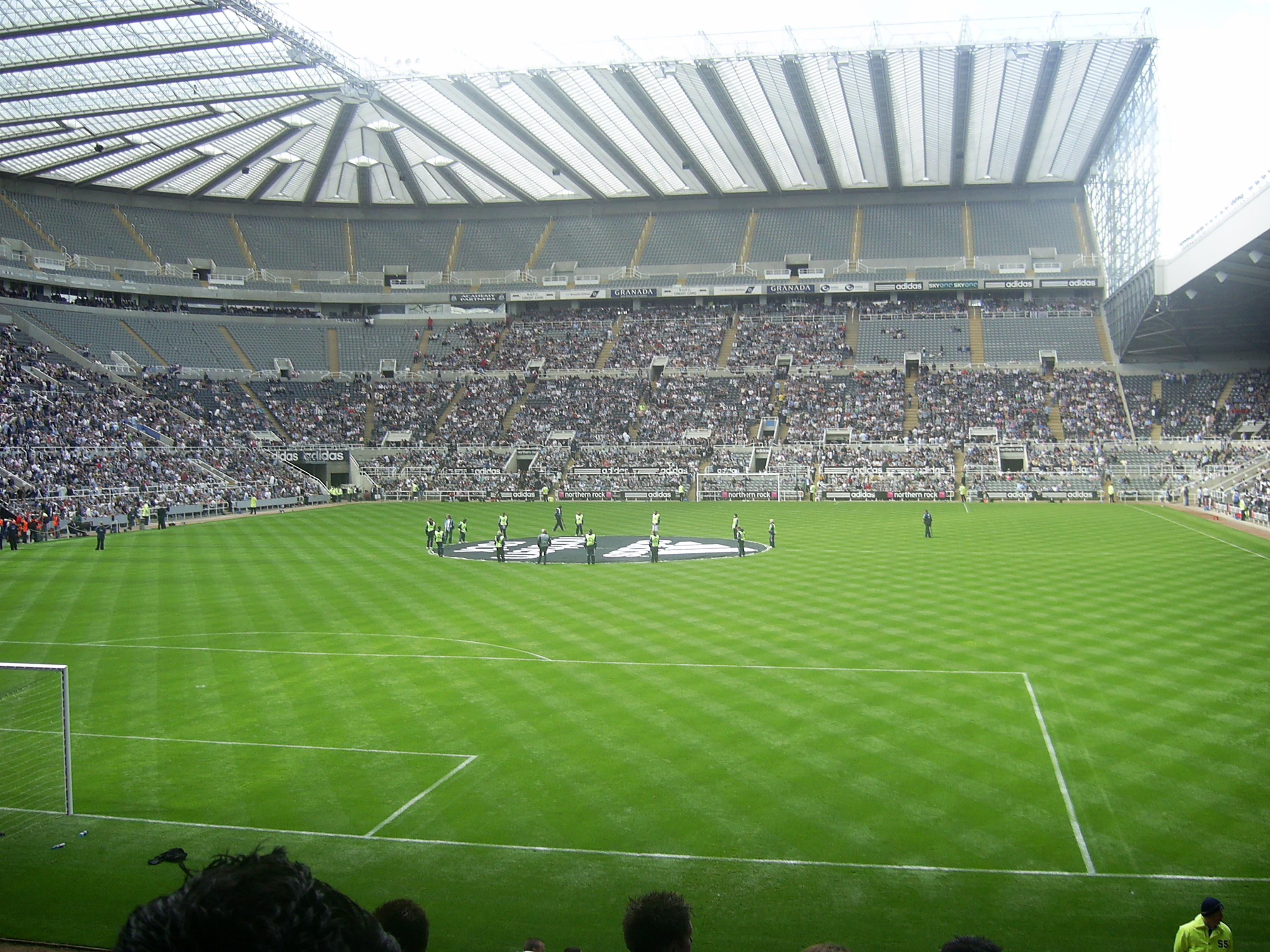
Stade de l'intérieur
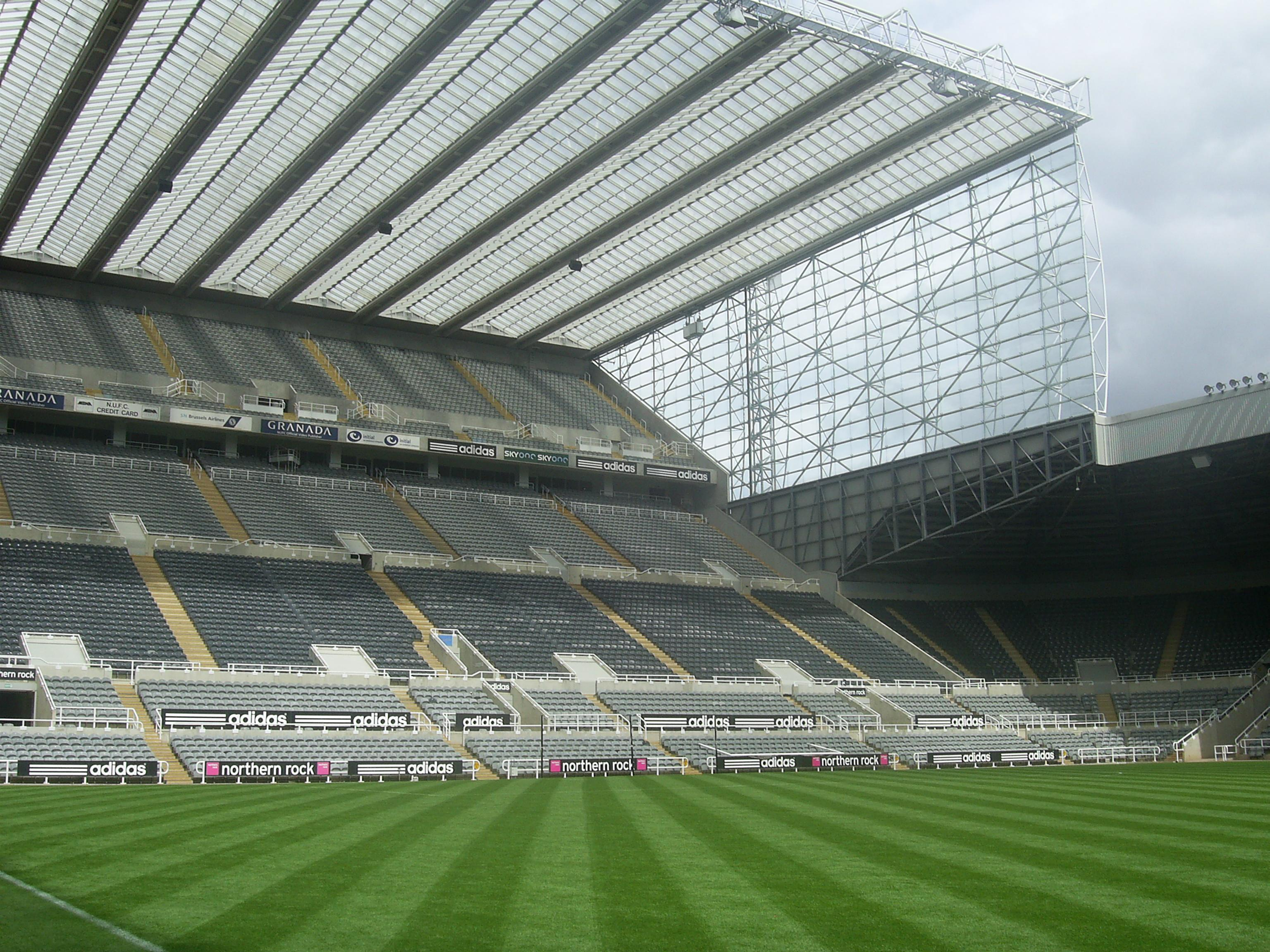
Autre vue de l'intérieur
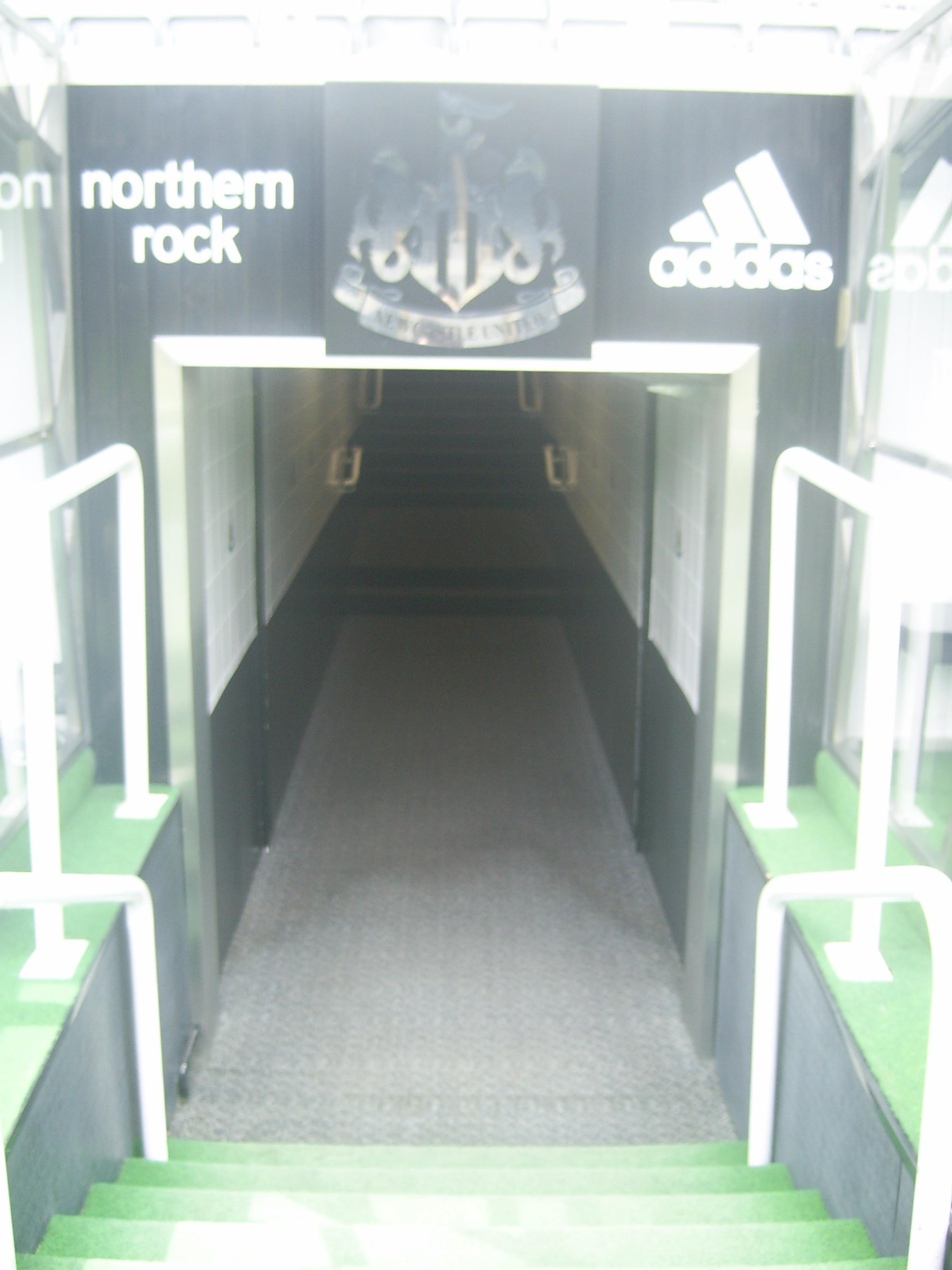
L'entrée des joueurs
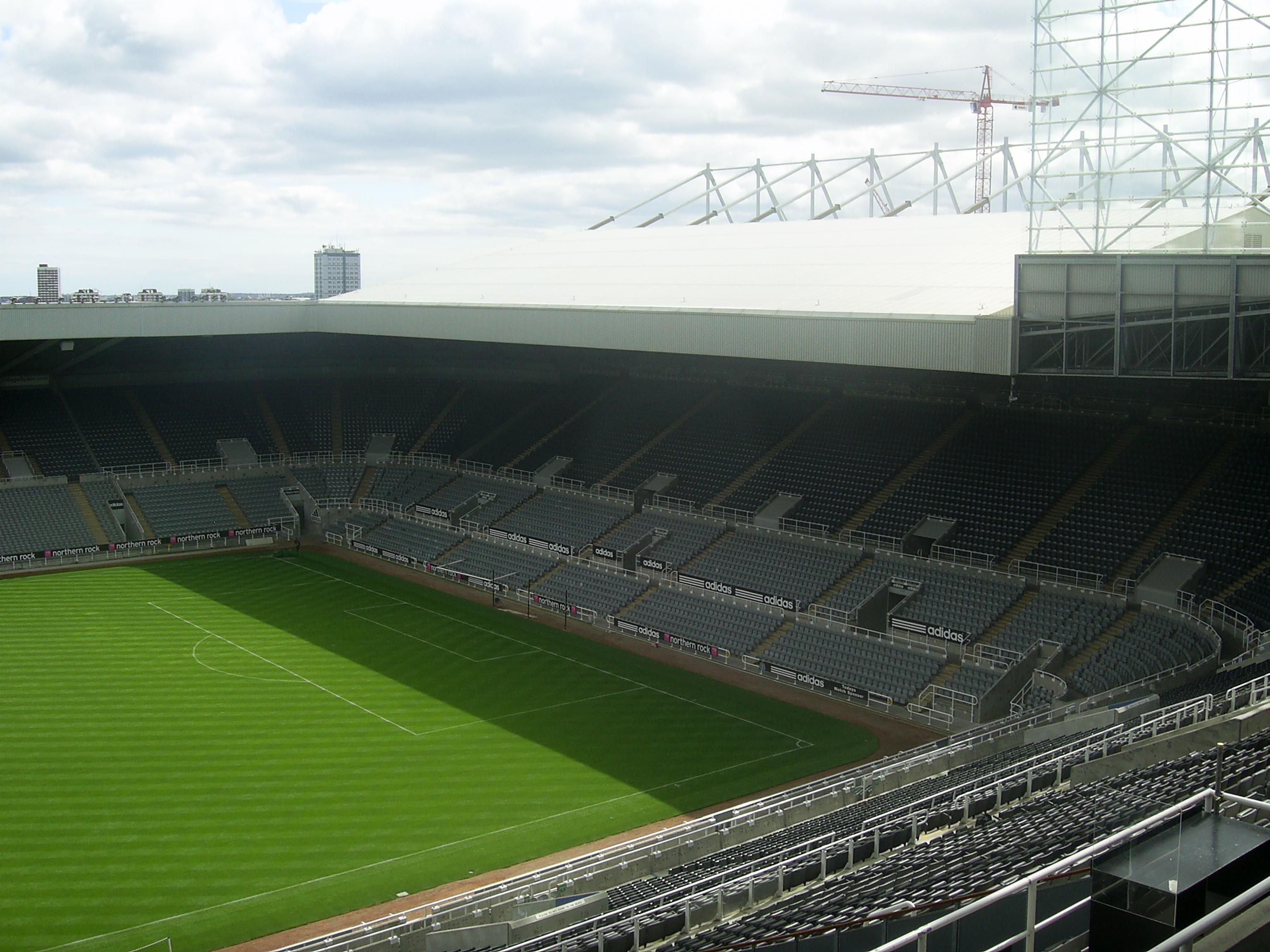
Tribune sud
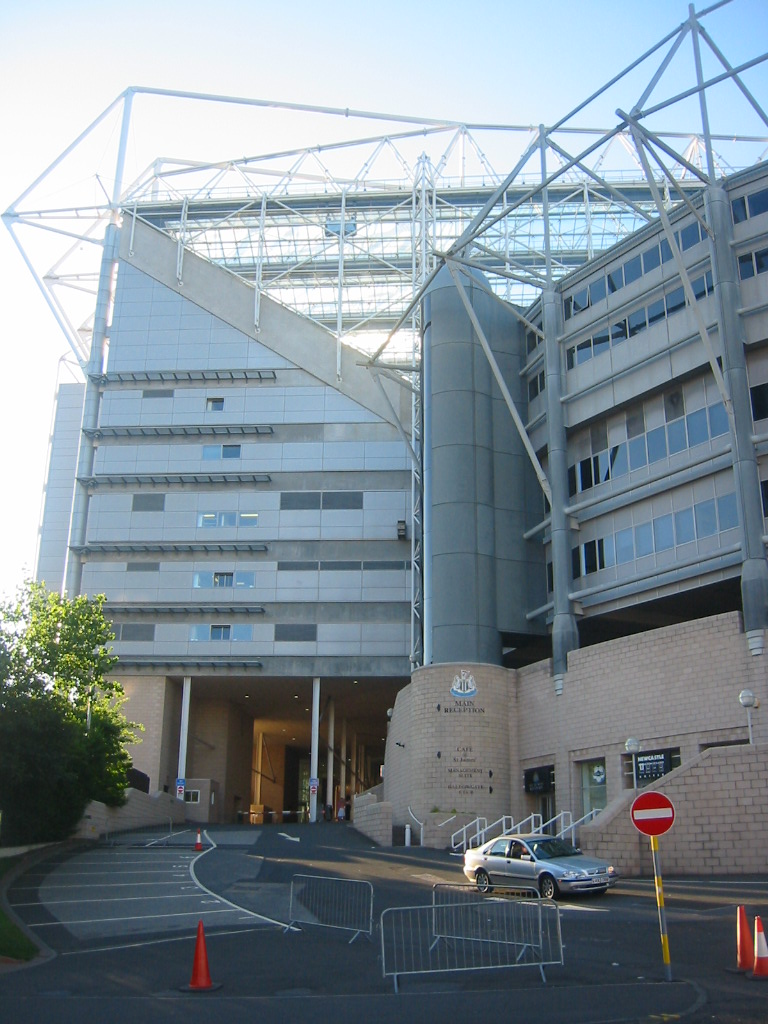
L'extérieur
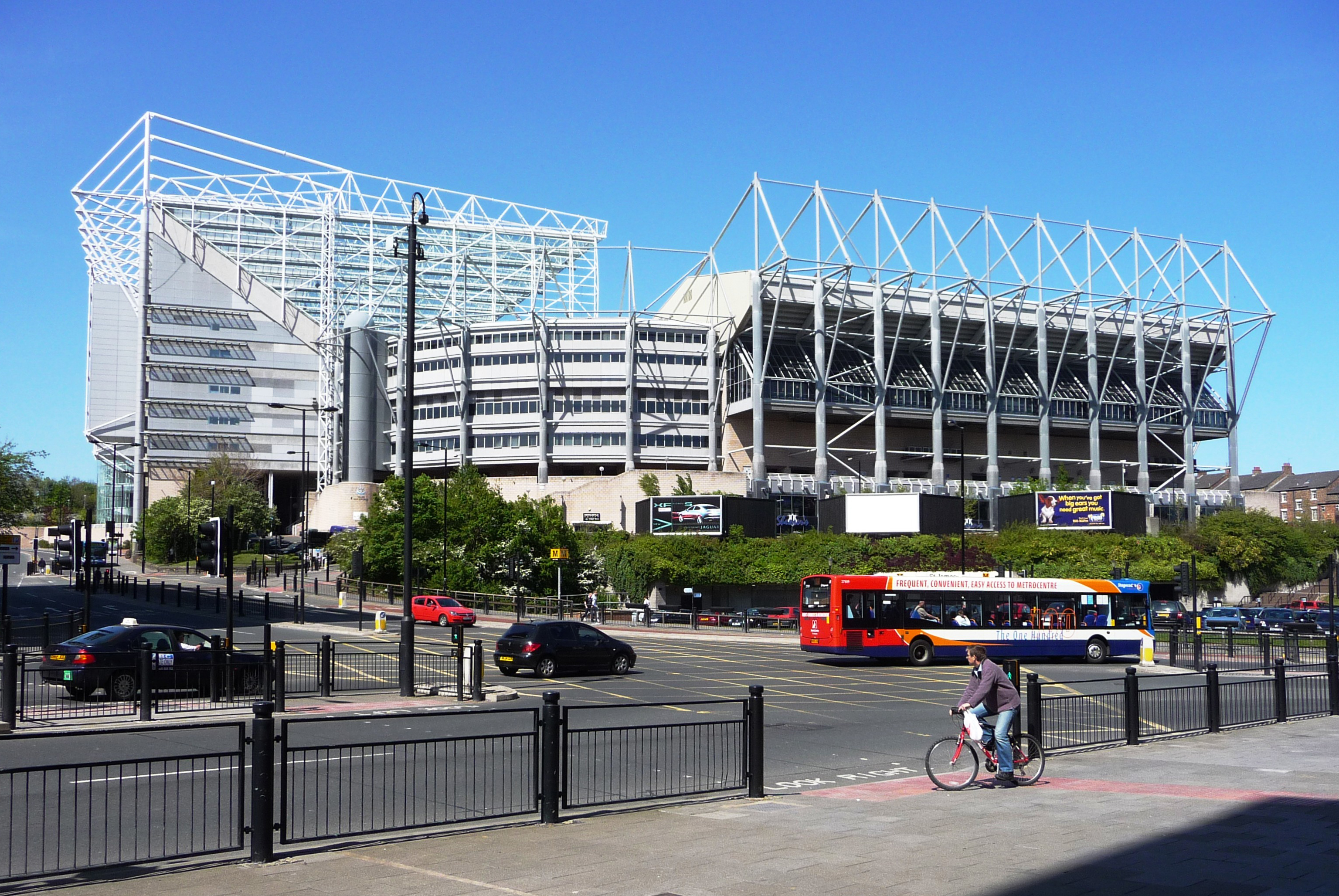
Autre vue de l'extérieur